# Resolució 1949 del Consell de Seguretat de les Nacions Unides
La Resolució 1949 del Consell de Seguretat de les Nacions Unides fou adoptada el 23 de novembre de 2010, després de recordar les resolucions anteriors sobre la situació a Guinea Bissau, en particular la Resolució 1876 (2009), el Consell va prorrogar el mandat de l'Oficina Integrada de les Nacions Unides per la Consolidació de la Pau a Guinea Bissau (UNIOGBIS) per un període addicional d'un any fins al 31 de desembre de 2011.

## Resolució

### Observacions
En el preàmbul de la resolució, el Consell va expressar la seva preocupació per la contínua inestabilitat a Guinea Bissau, incloent la falta de supervisió civil de l'exèrcit i les detencions il·legals des dels disturbis d'abril de 2010. Es va assenyalar que la situació al país planteja amenaces a la seguretat i l'estabilitat a la regió, en particular la qüestió del tràfic de drogues. Totes les parts a Guinea Bissau han de continuar el diàleg, promoure els drets humans i l'imperi de la llei, i la lluita contra la impunitat.
Mentrestant, la resolució també va lloar la tasca de la Comunitat Econòmica dels Estats de l'Àfrica Occidental (CEDEAO) i de la Comunitat de Països de Llengua Portuguesa (CPLP) i va afirmar que el govern de Guinea Bissau és responsable de la seguretat de la població i el desenvolupament.

### Fets
Es va estendre el mandat d'UNIOGBIS i el Secretari General Ban Ki-moon va demanar controlar el seu progrés. Es va instar als partits de Guinea Bissau a participar en el diàleg, i es va cridar a les forces armades a cessar la ingerència en els assumptes polítics i respectar l'ordre constitucional i el govern civil. Alhora, es va demanar als líders polítics no involucrar als militars i jutges en política i resoldre problemes a través de mitjans polítics.
La resolució demana a més al Govern que continuï les investigacions sobre els assassinats polítics que van tenir lloc al març i juny de 2009 i que els responsables rendeixin comptes. També havia de garantir el degut procés de la llei pel que fa als responsables de crims, alliberar o processar els detinguts durant els disturbis d'abril de 2010, i fer front a corrupció.
Finalment, es va demanar a UNIOGBIS, la Unió Africana, la Unió Europea i la CPLP que ajudar en els esforços de consolidació de la pau a Guinea Bissau i fer front al crim organitzat i al tràfic de drogues.